# Edouard Suenson (ingenjör)
Edouard Suenson, född 27 oktober 1877 i Köpenhamn, död 5 november 1958, var en dansk ingenjör. Han var son till Edouard Suenson och far till Palle Suenson. 
Suenson blev student 1896 och polyteknisk kandidat inom byggnadsfacket 1902. Han inriktade sig på att studera materialprovning, bland annat som assistent hos professorerna Carl von Bach i Stuttgart och August Föppl i München 1902–1903. Han bosatte sig 1904 i Köpenhamn som den förste konsulterande ingenjören med armerad betong som specialitet. Han blev samma år docent vid Den polytekniske Læreanstalt i materiallära, från 1910 även i armerad betong och 1916 förenades dessa ämnen i en professur.  Han var medlem av Statsprøveanstaltens styrelseråd, av  extraordinarie kommissionen och arbetsutskottet för Dansk studiefond. 
Suenson var en framstående forskare på den armerade betongens och materialprovningens områden, och en rad arbeten, främst rörande cement, betong och armerad betongs teori och praktiska användning, utgick från hans laboratorium. Som lärare hade han stor betydelse för att vid Den polytekniske Læreanstalt öka intresset för sina ämnen; de av honom utarbetade läroböckerna i dessa har närmast karaktär av handböcker och var även till stor nytta för praktiskt verksamma ingenjörer. Av hans praktiska ingenjörsarbeten kan nämnas konstruktionerna i armerad betong i Christiansborgs slott, Det Ny Teater, Paladshotellet och H.C. Ørstedværket.

## Utmärkelser
- Riddare av Dannebrogorden,  1922[2]
- Dannebrogsmännens hederstecken,  1930[2]
- Kommendör av Dannebrogorden,  1947[2]

[Redigera Wikidata]